# 黒田晋
黒田 晋（くろだ すすむ、1963年（昭和38年）8月23日 - ）は、日本の政治家。元岡山県玉野市長（4期）、元玉野市議会議員（3期）。

## 来歴
岡山県玉野市出身。玉野市立大崎小学校、玉野市立八浜中学校卒業。
1987年（昭和62年）3月、専修大学法学部卒業。同年4月から1994年（平成6年）9月まで東京都にて衆議院議員の秘書を務める。
1995年（平成7年）、玉野市議会議員選挙で初当選。以後、市議を3期務める。
2005年（平成17年）10月16日に行われた玉野市長選挙に出馬。自由民主党所属の元県議の福田通雅、現職市長の山根敬則らを破り初当選した（黒田：15,999票、福田：10,761票、山根：10,578票）。投票率は66.36％。10月29日、市長就任。
2009年（平成21年）、無投票で再選し、以降4期目務めた。
2021年（令和3年）6月15日、10月の任期満了をもって退任を表明。
2022年（令和4年）1月20日、第26回参議院議員通常選挙の岡山県選挙区に無所属で立候補する意向を表明した。立憲民主党や国民民主党から推薦を得たが、落選。

## 政策・主張

### 玉野市長時代
- 玉野市長2期目の2010年3月、市議会に、自らの任期を3期12年を超えないとする条例案を自ら提案したが否決された。黒田は、市長を退任する際も「市長たるものは一定の期間で（任期を）とどめるものではないか」「次の方にバトンを渡すべきだ」と述べた[8]。
- 就任当初ゼロに等しかった市の貯金にあたる基金を50億円前後まで引き上げるといった行財政改革に取り組んだ[9]。
- 4期目では、玉野市民病院と三井病院を統合した地方独立行政法人・玉野医療センターを発足させ、統合により経営基盤を強化して地域医療の維持を図り、2024年度に新病院を開院する計画を立てた[10]。また老朽化した玉野市消防本部と各出張所の再編整備[11]や玉野競輪場を全国初のホテル併設の競輪場へリニューアルを行い地方創生にも取り組む[12]など、積極的に市の公共施設の再編整備を進めた。

### 新聞社などのアンケート
憲法
- 憲法改正について、2022年のNHKのアンケートで「賛成」と回答[13]。

- 9条改憲について、2022年の毎日新聞社のアンケートで「改正して、自衛隊の存在を明記すべきだ」と回答[14]。9条への自衛隊の明記について、2022年のNHKのアンケートで「賛成」と回答[13]。

- 憲法を改正し緊急事態条項を設けることについて、2022年のNHKのアンケートで「どちらとも言えない」と回答[13]。

外交・安全保障
- 敵基地攻撃能力を持つことについて、2022年のNHKのアンケートで「反対」と回答[13]。

- 普天間基地の辺野古移設について、2022年の毎日新聞社のアンケートで「どちらかといえば賛成」と回答[14]。

- ロシアは2022年2月24日、ウクライナへの全面的な軍事侵攻を開始した[15]。日本政府が行ったロシアに対する制裁措置についてどう考えるかとの問いに対し、2022年のNHKのアンケートで「適切だ」と回答[13]。同年の毎日新聞社のアンケートで「今の制裁で妥当だ」と回答[14]。

- 2022年6月7日、政府は経済財政運営の指針「骨太方針」を閣議決定した。NATO加盟国が国防費の目標としている「GDP比2％以上」が例示され、防衛力を5年以内に抜本的に強化する方針が明記された[16]。「防衛費を今後どうしていくべきだと考えるか」との問いに対し、2022年のNHKのアンケートで「ある程度増やすべき」と回答[13]。

ジェンダー
- 選択的夫婦別姓制度の導入について、2022年のNHKのアンケートで「どちらかといえば賛成」と回答[13]。

- 同性婚を可能とする法改正について、2022年のNHKのアンケートで「どちらかといえば賛成」と回答[13]。

- クオータ制の導入について、2022年のNHKのアンケートで「どちらかといえば反対」と回答[13]。

その他
- アベノミクスについて、2022年の毎日新聞社のアンケートで「評価するが、修正すべきだ」と回答[14]。

- 「原子力発電への依存度を今後どうするべきか」との問題提起に対し、2022年のNHKのアンケートで「ゼロにすべき」と回答[13]。

- 国会議員の被選挙権年齢の引き下げについて、2022年の毎日新聞社のアンケートで「賛成」と回答[14]。

## 選挙歴
| 当落 | 選挙                     | 執行日         | 年齢 | 選挙区       | 政党   | 得票数     | 得票率 | 定数 | 得票順位 /候補者数 | 政党内比例順位 /政党当選者数 |
| ---- | ------------------------ | -------------- | ---- | ------------ | ------ | ---------- | ------ | ---- | ------------------ | ---------------------------- |
| 当   | 1995年玉野市議会議員選挙 | 1995年4月23日  | 31   | ーー         | 無所属 | ーー票     | ーー   |      | /                  | /                            |
| 当   | 1999年玉野市議会議員選挙 | 1999年4月25日  | 35   | ーー         | 無所属 | ーー票     | ーー   |      | /                  | /                            |
| 当   | 2003年玉野市議会議員選挙 | 2003年4月27日  | 39   | ーー         | 無所属 | 1648票     | ーー   | 25   | 6/28               | /                            |
| 当   | 2005年玉野市長選挙       | 2005年10月16日 | 42   | ーー         | 無所属 | 1万5999票  | 42.84% | 1    | 1/                 | /                            |
| 当   | 2009年玉野市長選挙       | 2009年10月18日 | 46   | ーー         | 無所属 | ーー票     | ーー   | 1    | /1                 | /                            |
| 当   | 2013年玉野市長選挙       | 2013年10月20日 | 50   | ーー         | 無所属 | 1万9107票  | 83.36% | 1    | 1/2                | /                            |
| 当   | 2017年玉野市長選挙       | 2017年10月22日 | 54   | ーー         | 無所属 | 2万1296票  | 74.81% | 1    | 1/2                | /                            |
| 落   | 第26回参議院議員通常選挙 | 2022年07月10日 | 58   | 岡山県選挙区 | 無所属 | 21万1419票 | 29.48% | 1    | 2/5                | /                            |